# Canal de Briare
Pour les articles homonymes, voir Briare (homonymie).
 (août 2016).
Si vous disposez d'ouvrages ou d'articles de référence ou si vous connaissez des sites web de qualité traitant du thème abordé ici, merci de compléter l'article en donnant les références utiles à sa vérifiabilité et en les liant à la section « Notes et références ».
Le canal de Briare permet à la navigation de relier les fleuves de Loire et de Seine. Il est un des plus anciens canaux de France et le premier de type « canal à bief de partage », prototype de tous les canaux modernes.
Avec les 54 km de son parcours et ses 38 écluses, en suivant principalement les vallées du Loing côté Seine et de la Trézée côté Loire, il relie le canal du Loing, depuis le hameau de Buges dans le Loiret (non loin de Montargis), à la Loire et au canal latéral à la Loire à Briare. Le canal est géré par VNF.
À la suite de plusieurs élargissements et nouveaux parcours, le canal est aujourd'hui au gabarit Freycinet de sa jonction avec le canal latéral à la Loire jusqu'à Buges. La section historique restée de classe CEMT 0, et reliant le canal à la Loire au niveau de l'écluse de Baraban à Briare, est communément appelée canal Henri IV.

## Construction

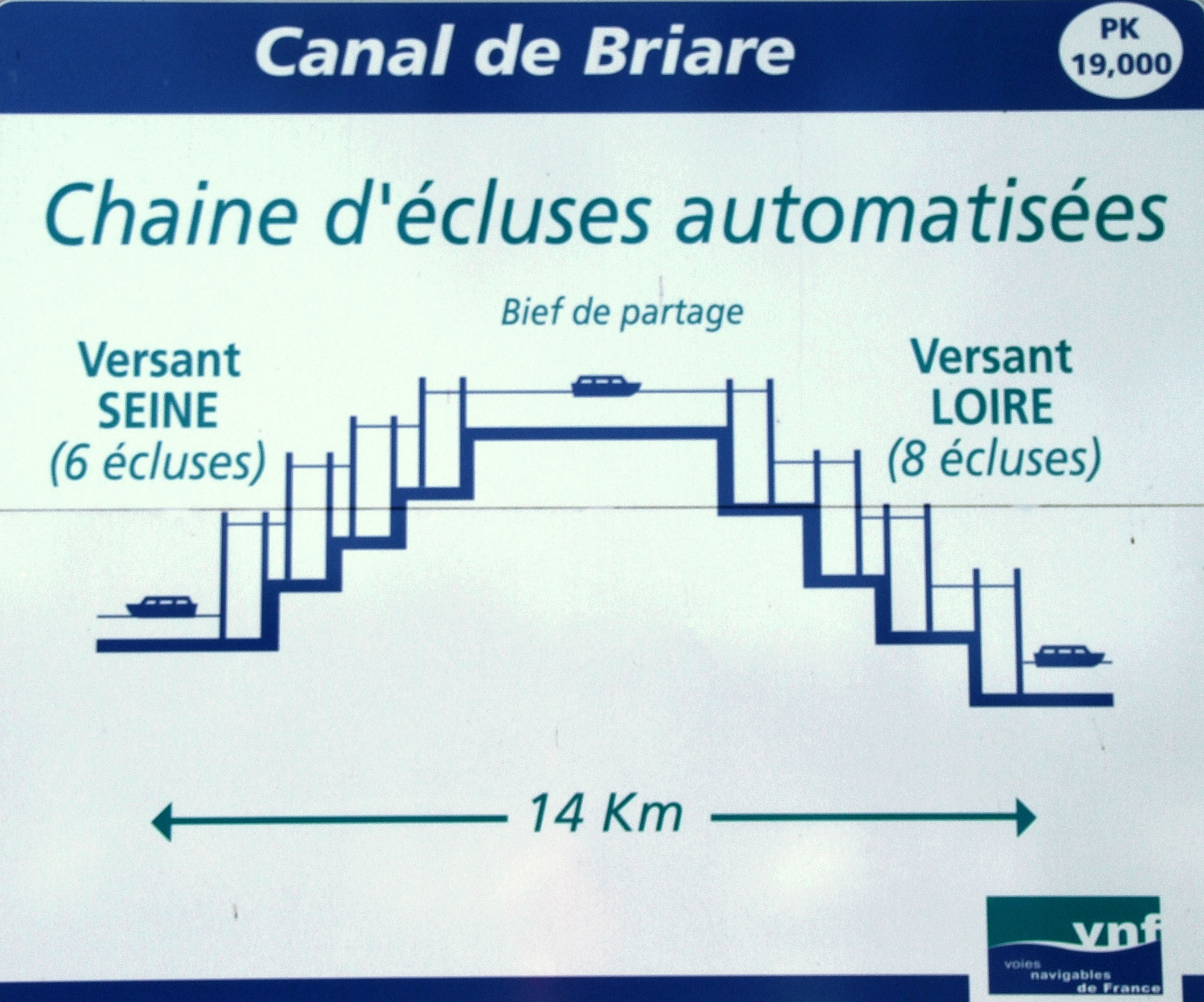
Chaîne d'écluses et bief de partage.

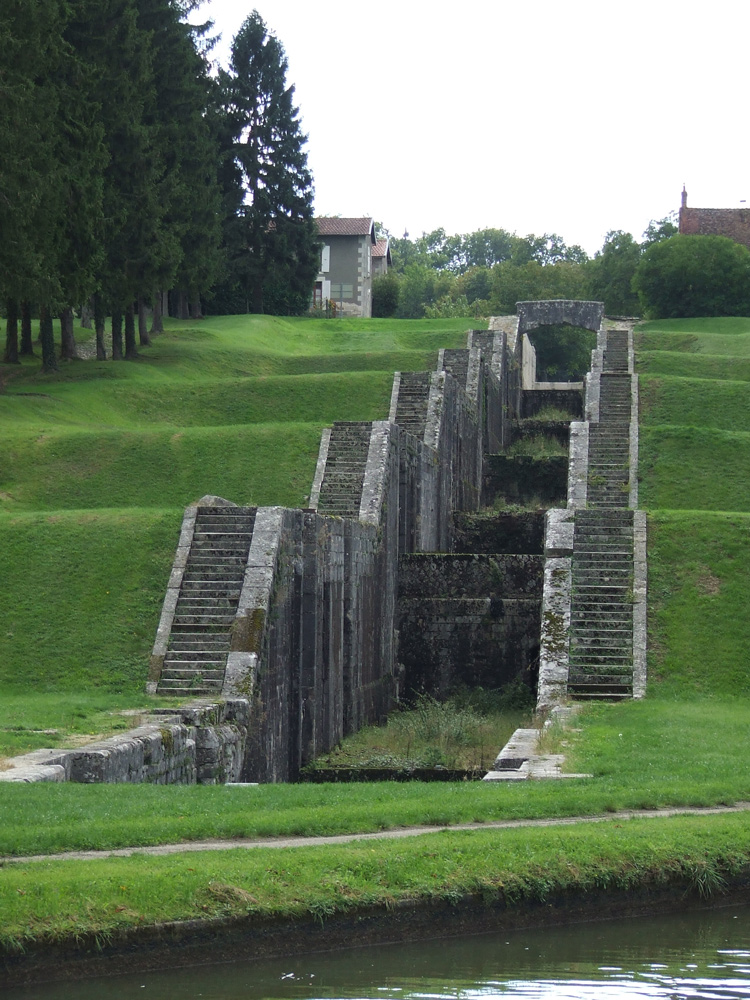
Échelle d'écluses à Rogny.

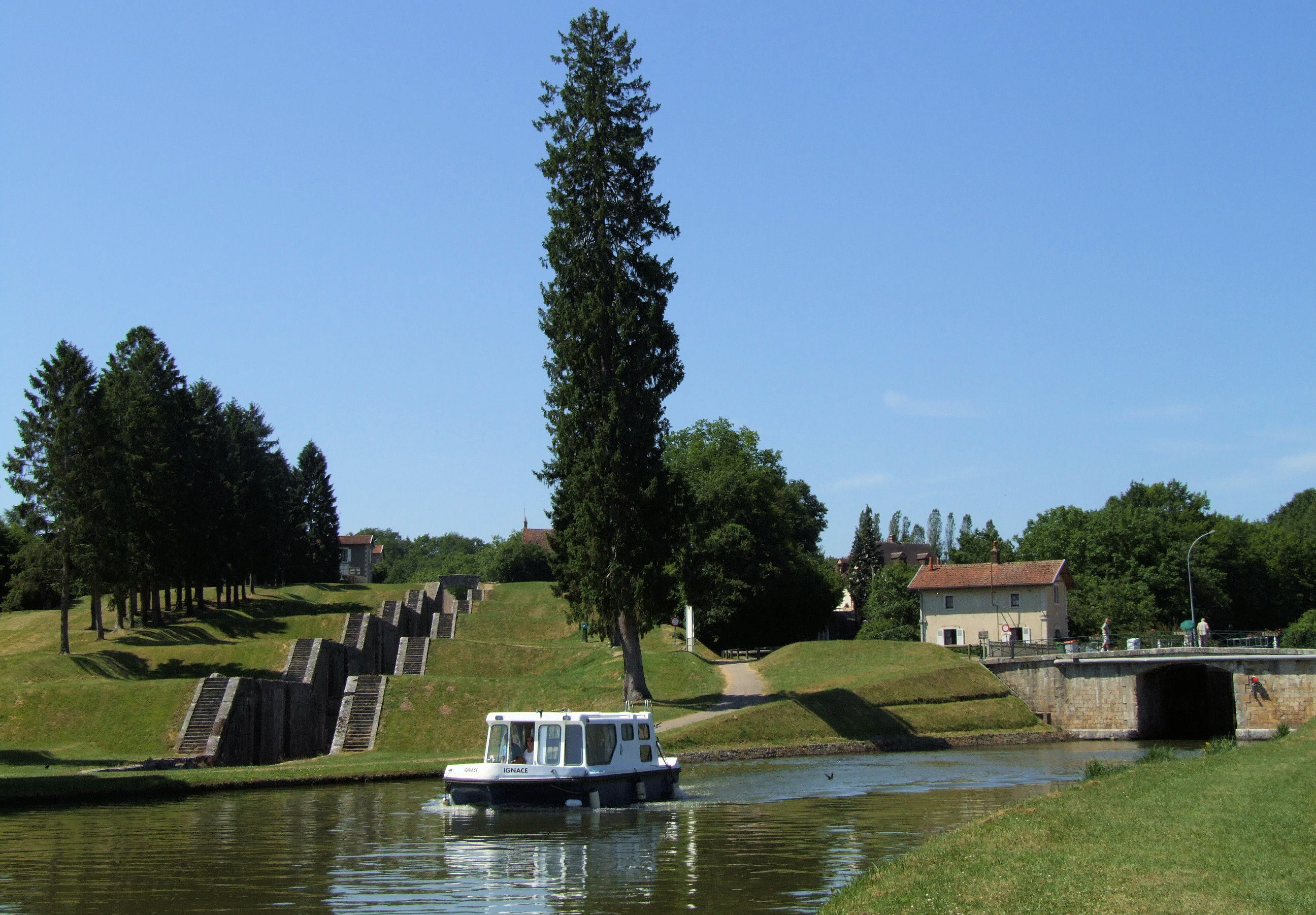
Les deux tracés et les sept écluses à Rogny-les-Sept-Écluses. À gauche, l'écluse septuple, et à droite l'écluse n°17 "Rogny".

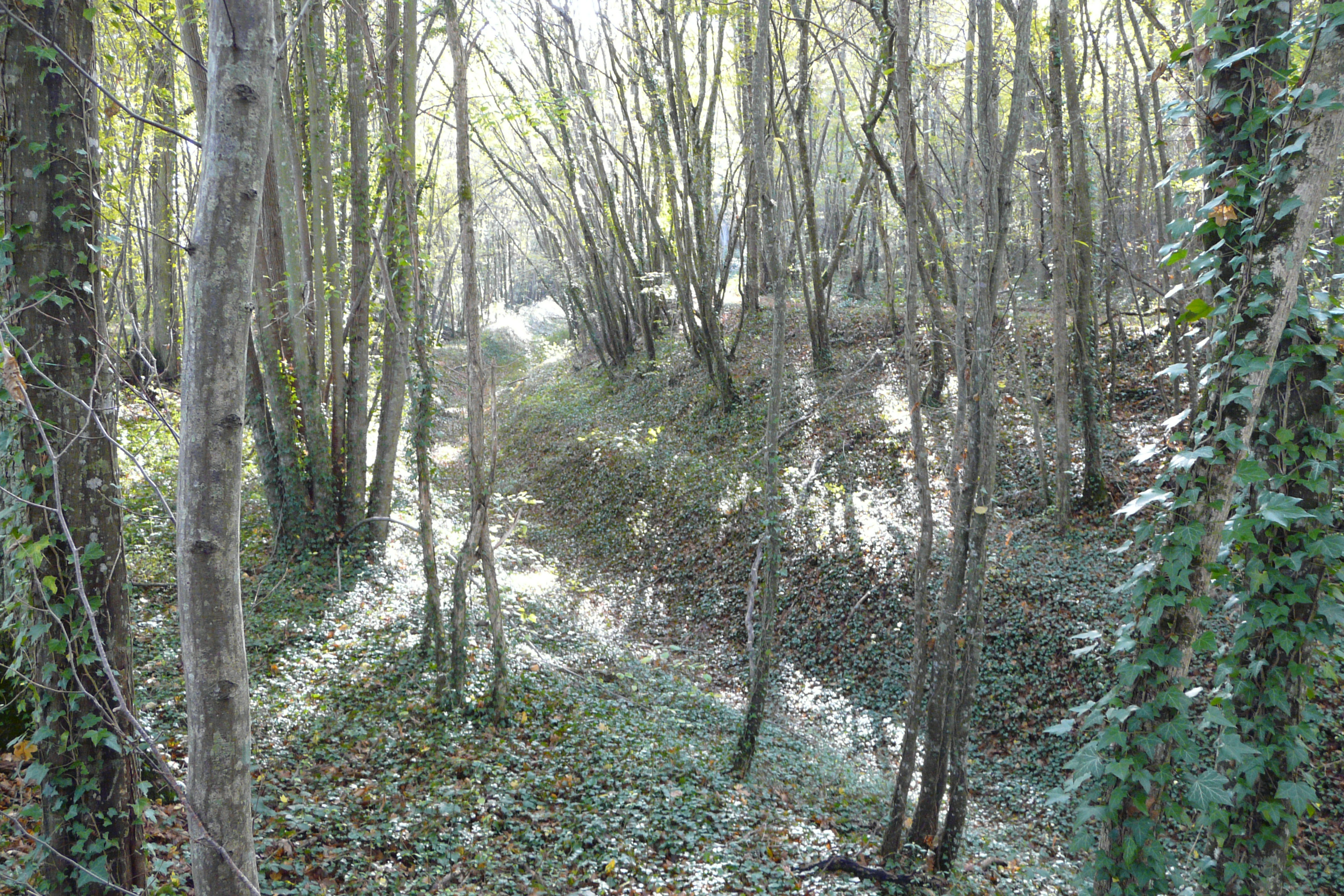
Tranchée de l'ancien canal de Briare au sud de Rogny-les-Sept-Écluses.

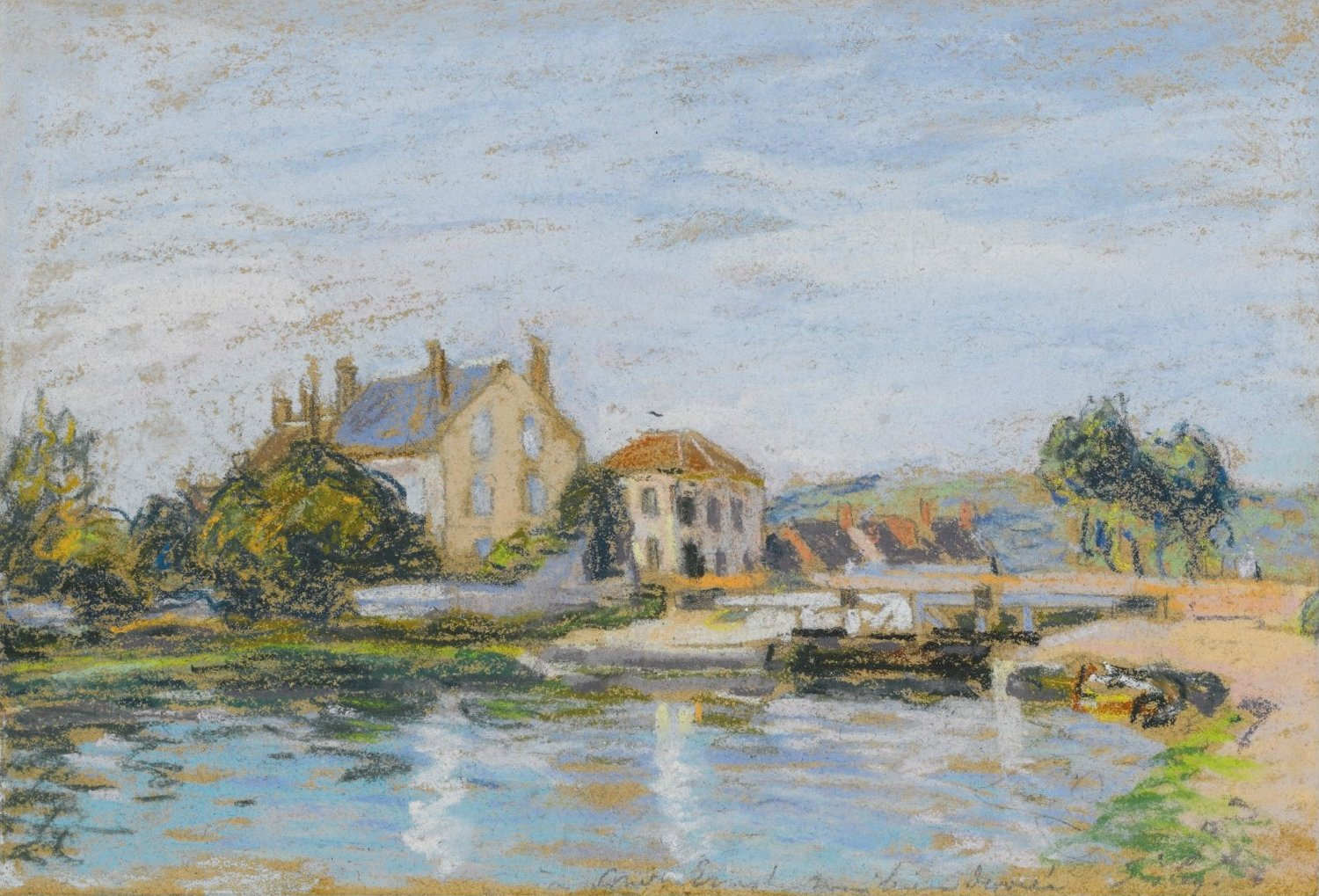
Maisons au bord de l'écluse de la Gazonne, par Alfred Sisley, pastel. (La légende du tableau semble erronée : le site de la Gazonne n'a pas autant de maisons, et elles ne ressemblent pas du tout à ça. Ce tableau ressemble plutôt à l'écluse de Bourgogne à Moret-sur-Loing, sur le canal du Loing)

Il fut commandé par Sully afin de développer le commerce entre provinces, réduire les disettes (« labourage et pâturage »), et par là ramener la paix dans le royaume.
Sa construction commença en juin 1605 et ne fut achevée qu'en 1642. Entre 6 et 12 000 ouvriers travaillèrent sur ce chantier qui reliait les bassins de la Loire et de la Seine et qui s'achevait dans le Loing à Montargis.
L'adjudication du chantier se fit en février 1604, par une mise aux enchères à la chandelle. Hugues Cosnier, ingénieur tourangeau, obtint de construire le premier canal franchissant une ligne de partage des eaux, ici entre les bassins de la Loire et de la Seine. Il fut donc nécessaire d'utiliser des écluses à sas, inventées progressivement dès la fin du Moyen Âge et mises au point par Léonard de Vinci. Cosnier se fit aider d'ingénieurs hollandais, spécialistes en hydraulique. Une échelle d'écluses fut construite à Rogny-les-Sept-Écluses : Elle aligne sept écluses jointives pour rattraper un dénivelé de 24 m. Une autre échelle semblable, au Moulin-Brûlé (Dammarie-sur-Loing) aligne de même quatre sas jointifs. Une troisième échelle se situait au Chesnoy, et comportait trois sas. Les travaux commencèrent en juin 1605 et avancèrent vite, malgré l'opposition vive de seigneurs locaux, notamment le seigneur de Coligny, petit-fils de l'amiral protestant assassiné lors de la Saint-Barthélémy. Mais le roi Henri IV assassiné en 1610 et Sully disgracié, il n'y eut plus de soutien aux travaux et aux nécessaires expropriations. Hugues Cosnier dut abandonner les travaux en 1611. Vers 1628, le marquis Antoine Coëffier de Ruzé d'Effiat, ami de Richelieu, s'intéressa au canal et voulut redémarrer les travaux avec Cosnier, mais leurs décès successifs, en 1629 et 1632, ajournèrent encore l'achèvement des travaux. Il ne manquait alors au canal plus qu'une dizaine de kilomètres au sud de Montargis. Le plus dur, le passage de la ligne de partage des eaux, était fait.
En 1638, François et Guillaume Boutheroüe-Desmarais (dont les frères Gabriel et Hector Boutheroüe-Desmarais étaient tous deux copropriétaires du canal, le second sera plus tard chargé par Louis XIV des travaux de navigation du futur canal du Midi), ainsi que Jacques Guyon, proposèrent de reprendre les travaux et reçurent  pour ce faire des lettres patentes de Louis XIII. Ils créèrent avec d'autres nobles la « Compagnie des Seigneurs du canal de Loyre en Seine », une des premières société de capitaux en France. Les travaux furent achevés en septembre 1642. Richelieu, bien que gravement malade, en fut le premier passager illustre. Il venait de faire décapiter, à Lyon, le propre fils de son ami Ruzé d'Effiat, le jeune conspirateur Cinq-Mars.

### Bief de partage, alimentation
Ce canal assurant la jonction de deux bassins différents, il fallut construire des écluses, mais aussi un bief particulier sur la ligne de partage des eaux, par où se ferait l'alimentation principale du canal, en collectant l'eau d'étangs situés plus haut. Un canal à bief de partage est comparable à une route qui franchit un col, à cette différence que la route n'a pas besoin d'être alimentée en eau. En effet, à chaque passage de bateau, il faut réalimenter les écluses d'environ 500 à 1 000 mètres cubes d'eau selon la hauteur des ouvrages. Des étangs furent donc creusés ou agrandis et reliés au bief de la Gazonne (le bief supérieur du canal de Briare, sur la commune d'Ouzouer-sur-Trézée) par tout un réseau de plusieurs dizaines de kilomètres de rigoles à travers bois et champs : 
- les étangs de la Gazonne, de la Boussicauderie et du Chesnoy qui sont au niveau du bief de partage et l'alimentent directement ;
- l'étang de la Grand-rue à Ouzouer-sur-Trézée ;
- les étangs de la Tuilerie, du Château, de la Cahauderie et des Beaurois à Champoulet ;
- le grand réservoir du Bourdon à Saint-Fargeau, sur le Bourdon, un affluent du Loing, agrandi en 1904 ;
- le réservoir de Moutiers, sur le Loing ;
- et plusieurs autres étangs de moindre importance.

Pour accroître la capacité de cette alimentation à la suite du passage du canal à un gabarit supérieur, une usine élévatoire fut installée à Briare en 1895 pour refouler l'eau de la Loire 45 m plus haut, dans le bief de partage tout près de l'écluse de la Gazonne. De 1894 à 1933, la force est produite par quatre puissantes machines à vapeur de type « Wolf » dite compound. Elles ont été réalisées par les ateliers de construction rouennais dirigés par E-W Windsor.

## Modifications

### 1720 - extension avec le  «Canal Neuf»
En 1720, le canal fut prolongé de Montargis à Buges pour se raccorder aux canaux d'Orléans et du Loing. Cette portion fut nommée « Canal Neuf ».

### Années 1830 - lois Becquey et modernisation
Au cours des années 1830, le canal connut une importante campagne de modernisation consécutive aux lois Becquey de 1821 et 1822 imposant, entre autres, un gabarit minimum aux canaux. Les écluses, qui étaient jusqu'alors d'un gabarit proche de celui des canaux bretons actuels (soit autour de 26 m sur 4,60) furent élargies et allongées aux dimensions de 31 m sur 5,20 m, et le canal approfondi à un mouillage de 1,60 m pour permettre le passage de bateaux s'enfonçant de 1,20 à 1,30 m.
Le canal fut racheté par l'État en 1860.

### Années 1880 - loi Freycinet et augmentation du gabarit
Au cours des années 1880, le canal, qui avait été racheté par l'État en 1860, fut à nouveau modernisé conformément à la loi Freycinet de 1879. Le gabarit fut une nouvelle fois accru avec des écluses de 39 m sur 5,20 m, et le mouillage du canal passa à 2,20 m pour des bateaux s'enfonçant de 1,80 m. Lors de cette modernisation, des tronçons entiers du canal furent abandonnés et remplacés par de nouveaux, moins sinueux. Ainsi les écluses multiples de Rogny, de Moulin-Brûlé et du Chesnoy furent-elles abandonnées au profit d'écluses séparées sur un nouveau tracé. Par endroits, l'ancien canal est encore visible (Le Rondeau, Moulin-Brûlé à Dammarie-sur-Loing, Venon, Briquemault, Notre-Dame, Moulin-Neuf...).

## Le «nouveau» canal latéral à la Loire et le pont-canal de Briare
Dans l'esprit de la loi Freycinet de 1879 pour améliorer la navigation (et augmenter le trafic) sur les canaux français, dont la grande ligne ligérienne de Digoin à Briare et son prolongement vers le Bassin parisien par les canaux de Briare et du Loing, un pont-canal en acier doux fut construit à partir de 1890 et ouvert en 1896. Il permet au canal latéral à la Loire (réalisé entre 1822 et 1838) de traverser la Loire sans passer dans le lit du fleuve, une manœuvre rarement aisée, qui avant la construction du pont se faisait en remontant la Loire vers l'amont sur un kilomètre jusqu'au passage en Loire de Mantelot, sur la commune de Châtillon-sur-Loire. Ce pont-canal établi à Briare permit dans le même mouvement une connexion plus facile du canal latéral avec le canal de Briare à la Cognardière, à 3 kilomètres de la Loire. Il est l'œuvre de l'ingénieur-en-chef Léonce-Abel Mazoyer (1846-1910).
Le pont-canal de Briare, qui appartient au canal latéral à la Loire (et non au canal de Briare), est établi sur quatorze piles, construites sur des caissons profonds de 5 à 8 mètres. Sur ces piles est posée une poutre métallique unique qui supporte une cuvette en U qui contient plus de 13 000 tonnes d'eau (2,20 mètres de profondeur). La largeur du pont, chemins de halage compris, est de 11,50 mètres ; sa longueur de 662,70 mètres.
En plus de franchir la Loire, le pont-canal franchit l'ancien canal latéral de 1838.
Huit vannes permettent de vider le pont-canal en cas de gel sévère.

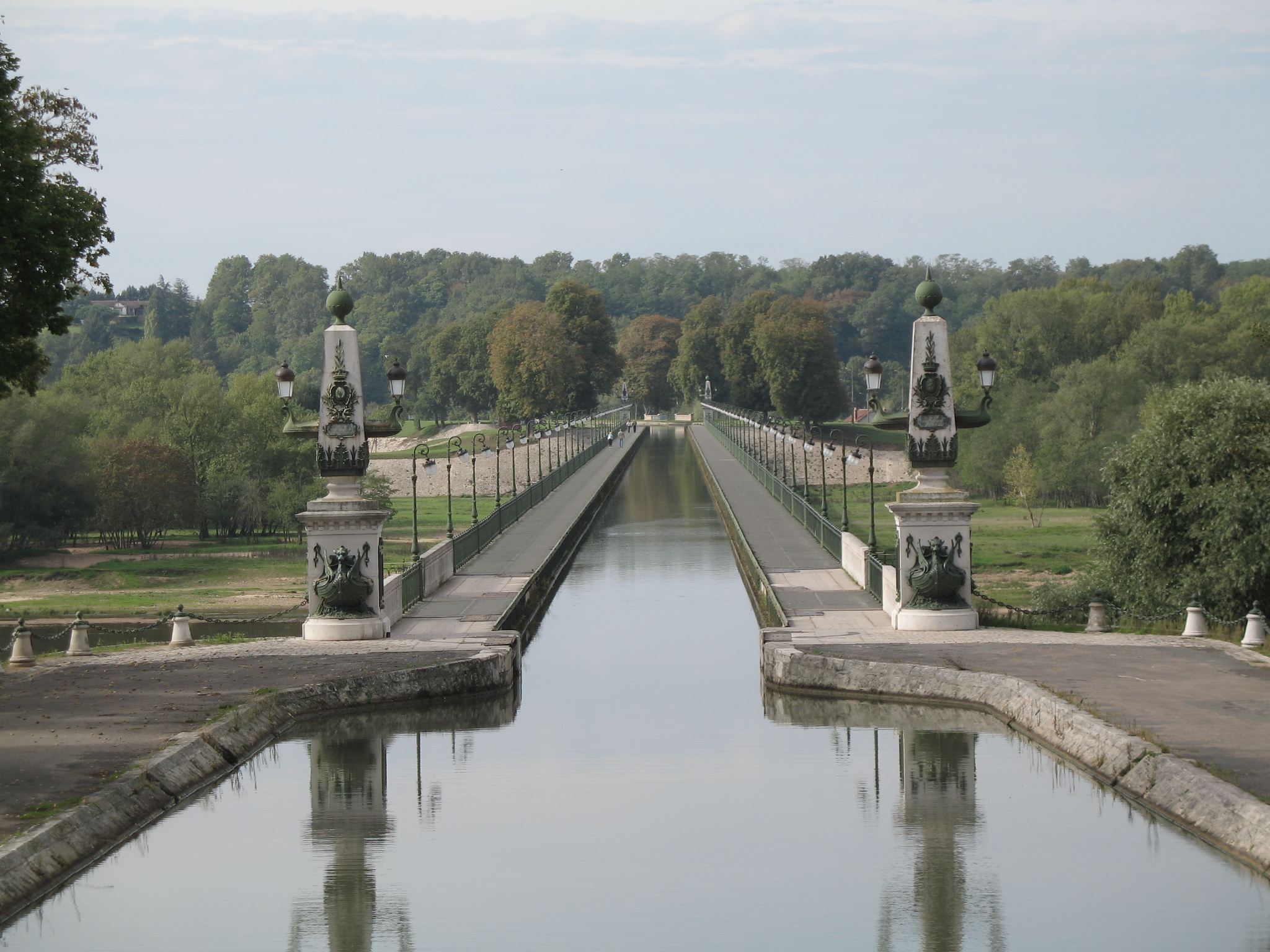
Le pont-canal de Briare.
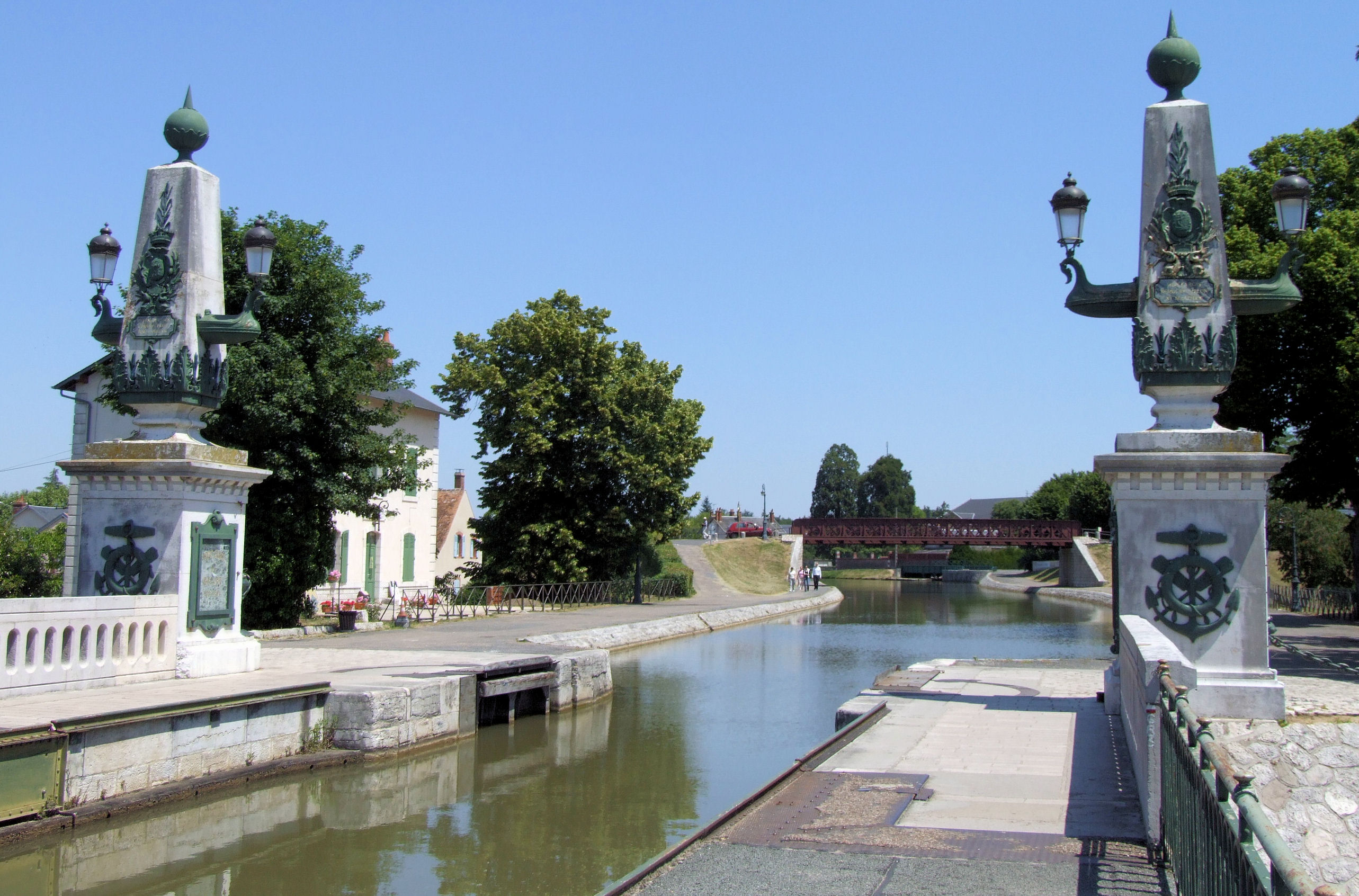
Le canal latéral à la Loire à la sortie du pont-canal de Briare.
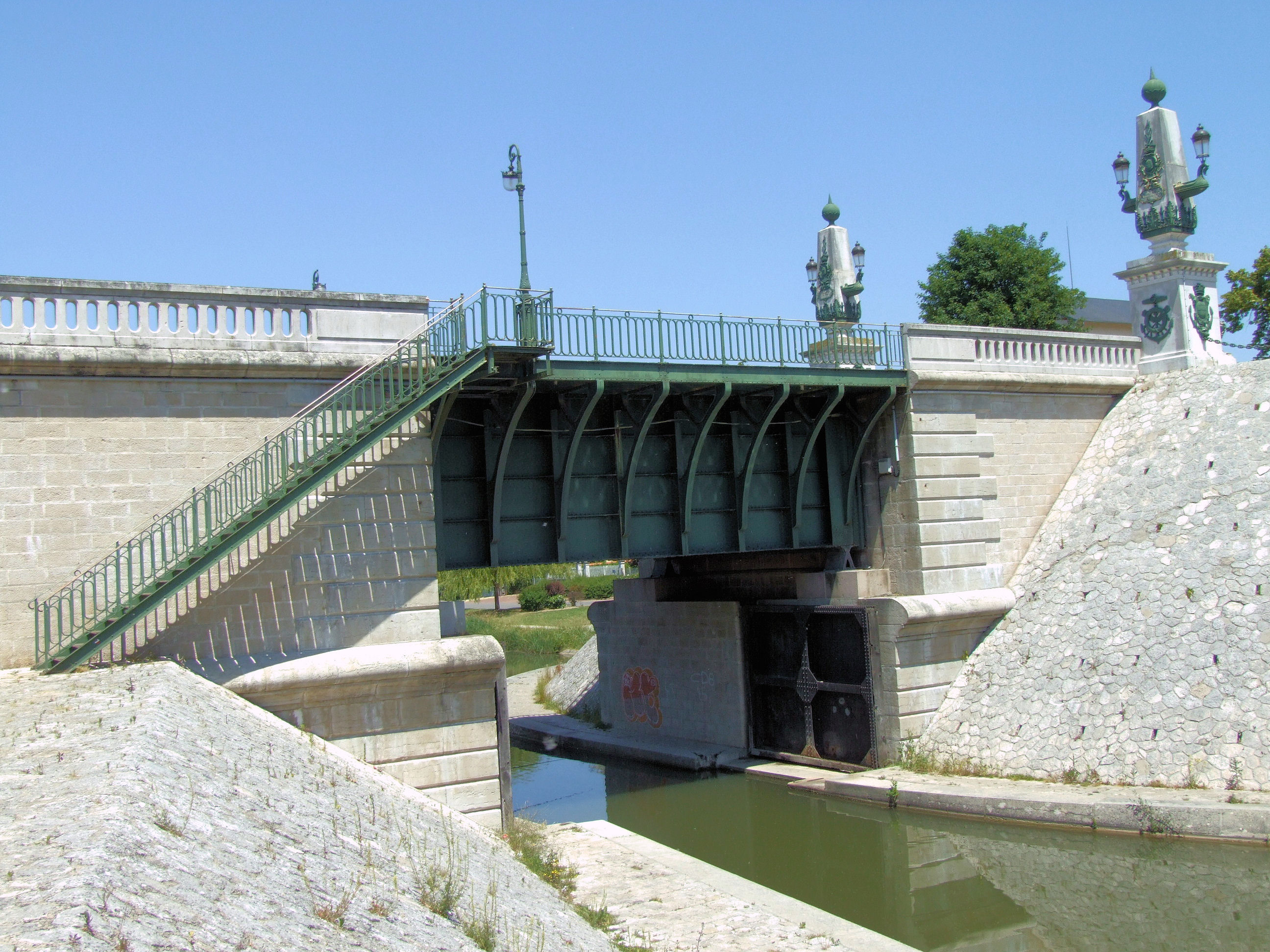
L'ancienne branche du canal latéral à la Loire, version 1838, venant de Châtillon-sur-Loire passant sous le canal latéral, version 1896, en sortie du pont-canal de Briare.
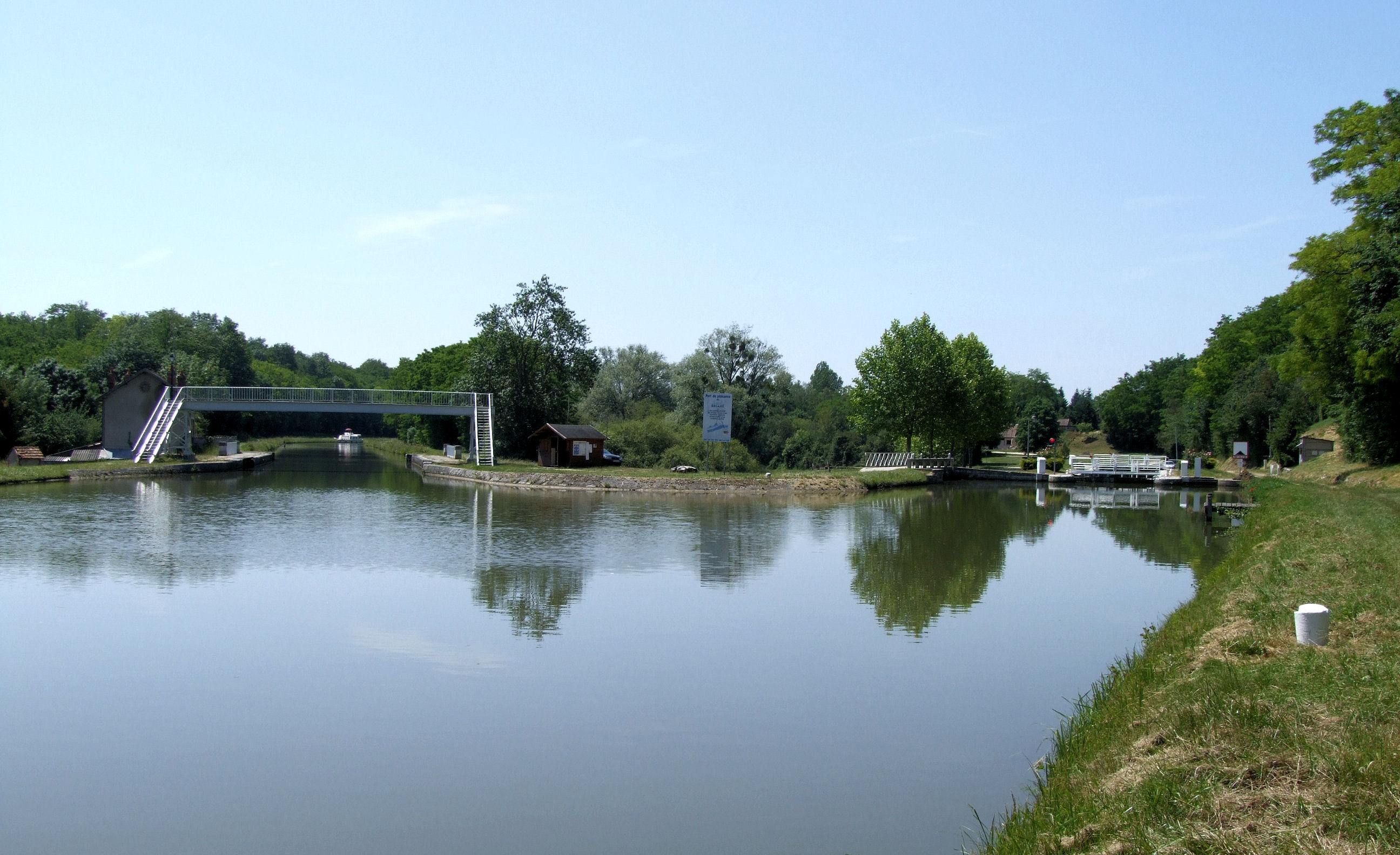
Les deux canaux à leur jonction à la Cognardière. À gauche, le canal latéral à la Loire vers le pont-canal de Briare, à droite le canal de Briare ou "canal Henri IV", vers Briare.
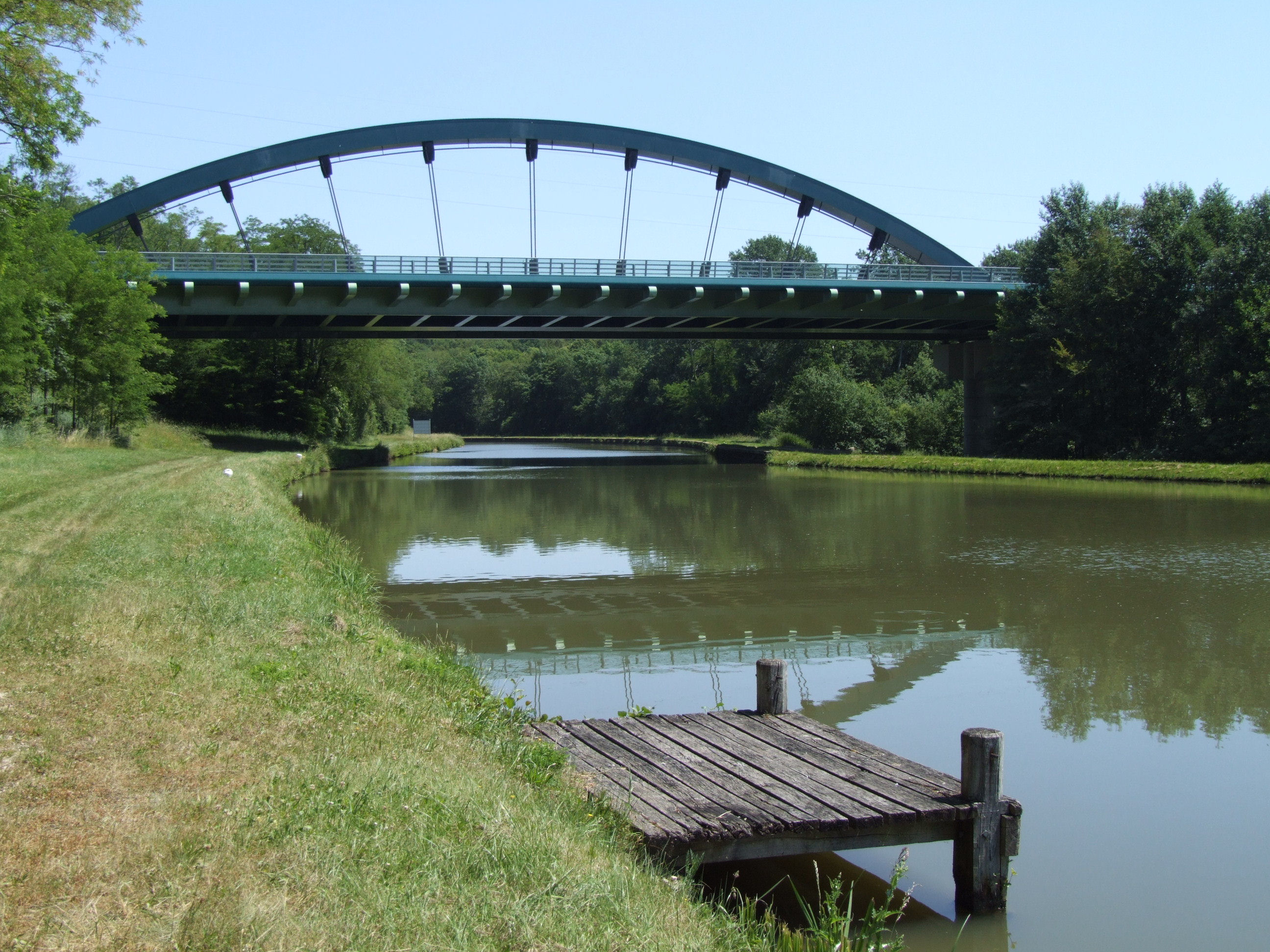
Le canal de Briare à la Cognardière et le pont en « arc » de franchissement du canal par l'A77.
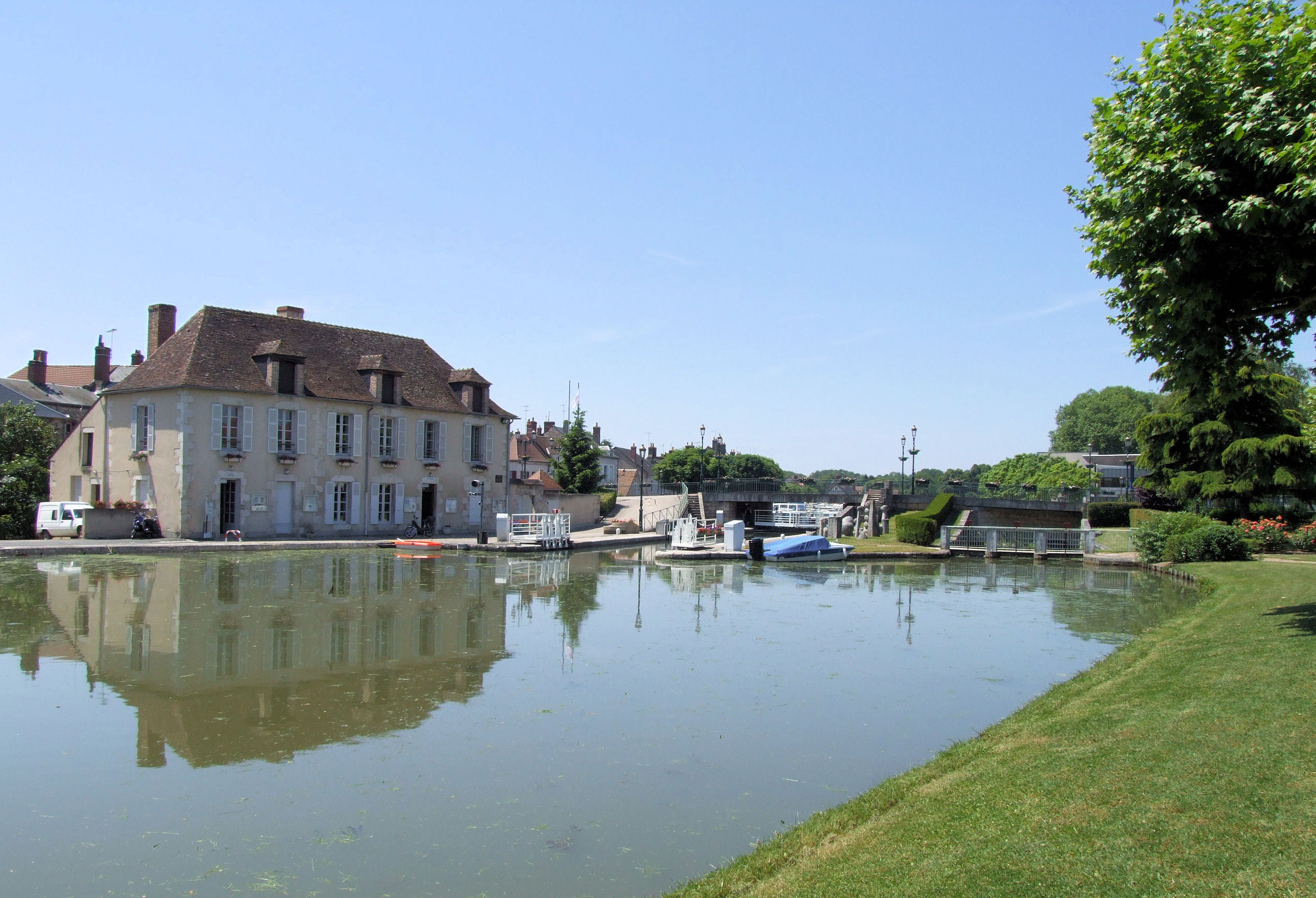
Le canal de Briare devant la capitainerie de Briare.

## Caractéristiques physiques du canal de Briare aujourd'hui
- Longueur : 54 km de Briare à Buges
- Largeur réglementaire au miroir : 18 m
- Largeur réglementaire au plafond (fond du canal) : 10 m
- Mouillage (profondeur) : 2,20 m (tirant d'eau admis : 1,80 m)
- Largeur utile des écluses : 5,20 m (largeur admise : 5,10 m)
- Longueur utile des écluses : 39 m (et même parfois un peu plus)
- Hauteur libre sous ouvrages : 3,50 m
- Altitude du bief de partage : 165 m

## Liste des écluses
- no 1 : Martinet (1642), Rivotte (fin XVIIe siècle), Baraban (1794). Toutes trois permettaient la communication avec la Loire. Seule Baraban est en service. Martinet ne sert plus que de vanne de régulation du bief de Briare, et Rivotte est quasiment détruite.
- no 2 : Henri IV, Rochereau ou Briare (nom non fixé)
- no 3 : La Place
- no 4 : La Cognardière
- no 5 : Venon (2 km)
- no 6 : Courenvaux (1,300 km)
- no 7 : Ouzouer (2 km)
- no 8 : Moulin-Neuf (1,800 km)
- no 9 : Les Fées (1 km)
- no 10 : Notre-Dame (350 m)
- no 11 : Petit Chaloy (400 m)
- no 12 : La Gazonne (1 km)
- (Bief de partage)
- Anciennes écluses
  - Le Rondeau. Rogny (écluse septuple)
- Écluses actuelles
  - no 13 : La Javacière
  - no 14 : Saint-Joseph
  - no 15 : Racault
  - no 16 : Chantepinot
  - no 17 : Rogny
  - no 18 : Sainte-Barbe
  - no 19 : Dammarie (10,900 km)
  - no 20 : Picardie (500 m)
  - no 21 : Moulin-Brûlé (500 m)
  - (ancienne écluse quadruple de Moulin-Brûlé)
  - no 23 : Gazon (2,700 km)
  - no 22 : Briquemault (500 m)(autrefois double)
  - no 24 : Châtillon (800 m)
  - no 25 : Lépinoy (3,500 km) (autrefois double)
  - no 26 : Montbouy (à 2,300 km) (autrefois deux écluses)
  - (Anciennes écluses du Chesnoy : 1 écluse simple, 1 écluse triple, 1 écluse simple)
  - no 27 : Montambert (à 8,500 km)
  - no 28 : Chesnoy (à 400 m)
  - no 29 : Moulin de Tours (à 400 m)
  - no 30 : Souffre-Douleur (à 400 m)
  - no 31 : Sablonnière (à 1,900 km)
  - no 32 : Tuilerie (à 2 km)
  - no 33 : La Marolle (autrefois double) (à 4,4 km)
  - no 34 : La Reinette
  - (terminus du canal en 1642. La suite, nommée « Canal neuf », a été ouverte en 1720
  - no 35 : L'Anglée
  - (raccordement du canal d'Orléans, 1693)
  - no 36 : Buges (à 800 m). Terminus, et prolongement par le canal du Loing (1723).

## Communes traversées
De la Loire vers les canaux du Loing et d'Orléans : Briare, Ouzouer-sur-Trézée, Rogny-les-Sept-Écluses, Dammarie-sur-Loing, Ste Geneviève des Bois, Châtillon-Coligny, Montbouy, Montcresson, Conflans-sur-Loing, Amilly, Montargis, Châlette-sur-Loing, Corquilleroy.

## Sources archivistiques
Les Archives nationales de France conservent sous la cote MC/ET/CXVIII/912 des documents concernant la construction du canal, notamment des titres de propriétés anciens des frères Boutheroüe (1637), un traité d’association pour le canal « de Loyre en Seine » (18 mars 1744), etc.